# 5196 Bustelli
5196 Bustelli (3102 T-2) là một tiểu hành tinh vành đai chính được phát hiện ngày 30 tháng 9 năm 1973, bởi Cornelis Johannes van Houten, Ingrid van Houten-Groeneveld và Tom Gehrels ở Đài thiên văn Palomar. Nó được đặt theo tên Franz Anton Bustelli (1723–63).